# Draschwitz
Draschwitz is een plaats in de Duitse gemeente Elsteraue, deelstaat Saksen-Anhalt, en telt 558 inwoners.

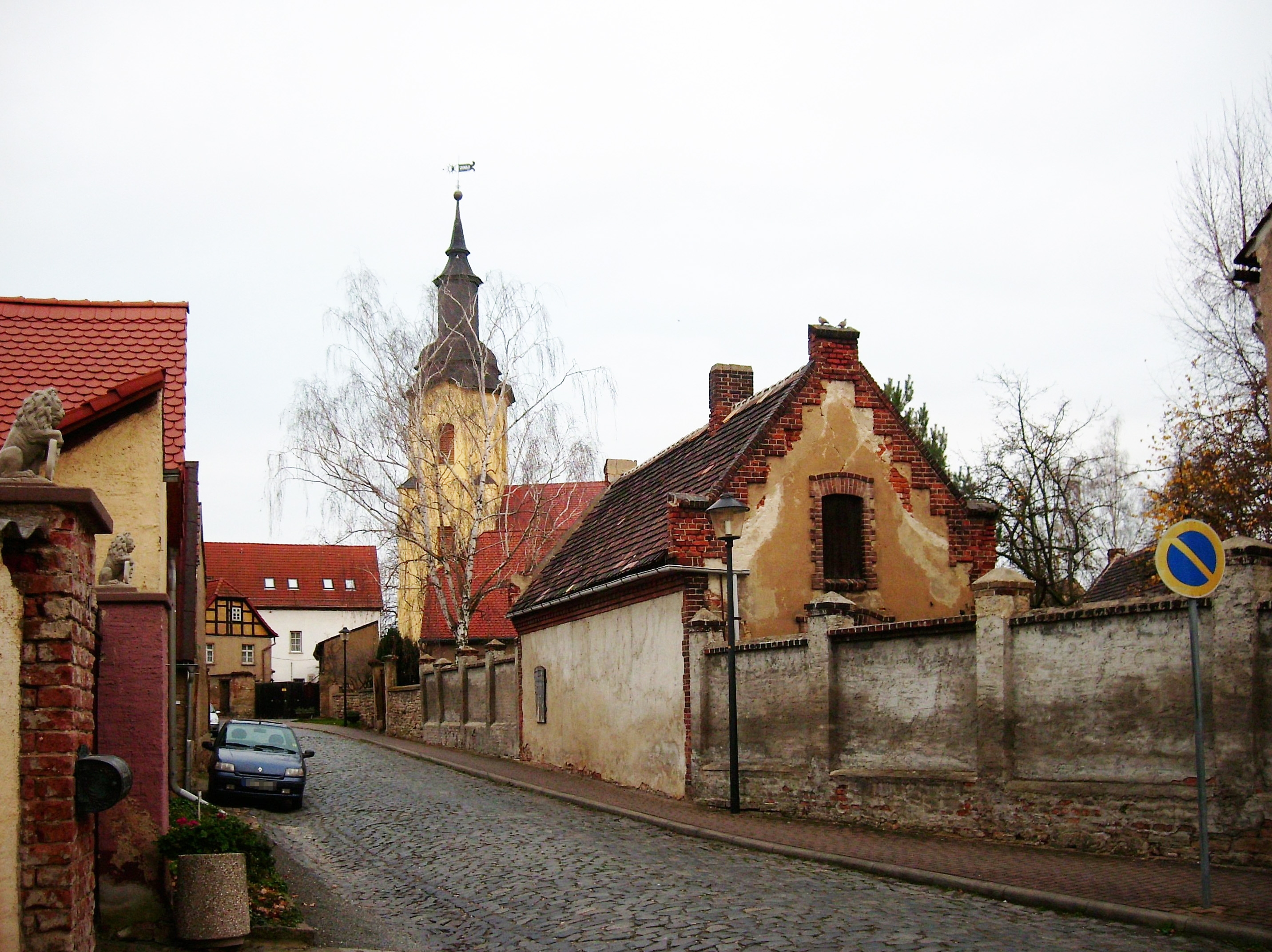